# Seleucus (Usurpator)
Seleucus († nach 221) war ein römischer Usurpator unter der Herrschaft des Elagabal. Über ihn und seine Politik ist nur sehr wenig bekannt.
Seleucus versuchte um 221, die Macht im römischen Reich zu ergreifen. Seine genaue Identität ist allerdings umstritten. Entweder war er der damalige Statthalter der Provinz Niedermösien, Iulius Antonius Seleucus, oder aber der Konsul des Jahres 221, Marcus Flavius Vitellius Seleucus. Unabhängig davon, wer von beiden nun die Macht ergreifen wollte, es ist ihm trotz der gegen den amtierenden Kaiser Elagabal gerichteten Stimmung jener Tage misslungen.
Polemius Silvius, ein Historiker des 5. Jahrhunderts, nennt Seleucus neben Uranius, Seius Sallustius und Taurinus als Usurpator unter Elagabal. Seine Ausführungen können allerdings keine Auskunft über die genaue Identität des Seleucus geben. Selbst eine Verwechslung mit Seius Sallustius, dem Schwiegervater von Elagabals Nachfolger Severus Alexander, ist möglich.